# Володино (Томская область)
Воло́дино — село в Кривошеинском районе Томской области, Россия. Административный центр Володинского сельского поселения.

## История
Образовано из заимки на реке Шегарке, которую имел по купчей крепости с 1702 года казачий сын, житель села Николаевского Василий Иванович Ерёмин, благодаря ему будущая деревня получила название Ерёмина. Предки Василия Ивановича строили город и несли казачью службу в Томском остроге.
Первые полвека заимка состояла из одного двора. После того как её хозяином стал один из сыновей Василия Ивановича Ерёмина — Володимир, деревня получила второе название — Владимирова (или Володина). Два названия поселения использовались до начала XX века, чаще «Ерёмина», реже — «Володина». Владимир Васильевич Ерёмин прожил 80 лет, затем, хозяином двора стал его сын Василий Владимирович Ерёмин, и у деревни на некоторое время появилось третье название — Васильева, но это название не прижилось. Деревня стала разрастаться и уже к 1778 году состояла из пяти дворов, четыре из которых Ерёминых, один двор Селивановых. В то время все крестьяне деревни были приписаны к заводам Томского уезда и должны были участвовать в подсобных заводских работах, возить дрова, уголь, руду, железо, отрабатывая ту сумму, которую заводчики платили государству в счёт погашения их податей.
Своей церкви в Ерёмине не было, жители были приписаны сначала к церкви села Николаевского, затем Монастырского, а с 1871 года к церкви села Иштан.
К концу XIX века в деревне было 32 крестьянских и 3 некрестьянских двора (178 человек), имелся хлебозапасный магазин. Основными фамилиями в тот период были Ерёмины (10 дворов) и Петлины (7 дворов), к старожилам относились и жители с фамилиями Ивков, Высокин, Сандурский, Петров, Попов, Каменщиков, Овсянников, Яворский, Атрошенко.
На две версты выше по течению реки Шегарки находилась деревня, также имевшая два названия: Петлина — Юрьева. Она тоже выросла из заимки, которой владел по купчей крепости Пётр Филиппович Петлин. Затем, её хозяевами стали родные братья Филип Юрьевич и Дмитрий Юрьевич Петлины, отсюда и второе название деревни. В 1778 году деревня состояла из четырёх дворов. В конце XIX века жители Юрьева стали переезжать в остяцкие юрты Кайманаковы (Каличкины) и в Ерёмино (Володино). Вскоре от названия деревни (из десяти дворов) остались только «Юрьев луг» и «Юрьева гора».
В середине XVIII века на противоположной стороне реки Шегарки стали ставить свои юрты чулымские остяки. Так были образованы Сайнаковские юрты — будущая деревня Старо-Сайнаково. В 1778 году деревня состояла из трёх юрт, а в 1911 году в ней проживало 93 человека в 17 дворах, почти все жители носили фамилию Сайнаковы.
В 1889 году в России был принят закон, утвердивший и облегчивший возможность переселения крестьян из европейской части России в Сибирь.
С 1898 года начинается заселение Сайнаковского переселенческого участка в основном выходцами из Минской, Витебской и Гродненской губерний. Ими был основан посёлок, который впоследствии стал деревней Ново-Николаевкой. Переселенческий участок был рассчитан на 225 душевых долей, к 1908 году в нём проживало уже 40 семей (202 человека).
По указу 10 марта 1906 года право переселения в Сибирь было предоставлено всем желающим крестьянам страны без ограничений. В инструкции Переселенческого управления указывалось, что вновь приезжающие должны селиться на специально отведённых для них свободных участках земли, а не в сёлах старожилов. Однако, несмотря на это, в деревню всё же переезжали, крестьяне из центральных густонаселённых губерний России. В 1911 году в Володине было уже 68 дворов (395 человек), хлебозапасный общественный магазин, 2 торговые лавки.
Новые жители деревни предпочитали название «Володино», и первое название деревни — «Ерёмино» во втором десятилетии XX века перестало использоваться.
С 1912 года по 1924 год деревня относилась к Монастырской волости (до этого к Николаевской), а затем, вошла в состав Кривошеинского района. Сельский совет в Володино образовался в 1920 году, первым председателем стал переселенец из Смоленской губернии Андрей Григорьевич Власов. В начале 30-х годов деревня вошла в Ново-Николаевский сельский совет. Но незадолго до войны центр сельсовета был перенесён обратно и переименован в «Володинский».
В 1924 году в помещении старого деревянного склада началось строительство маслозавода и была организована маслоартель. В начале 1926 года в ней состояли 35 жителей деревни, а через полгода пайщиков артели уже было более 80 человек. На ссуду в Томском отделении «Сибирского общества сельскохозяйственного кредита» купили дополнительное оборудование и, кроме масла, стали изготавливать сыр (в том числе «Голландский» 1-го сорта). В 1929 году в маслоартели числилось 135 володинцев и 8 жителей Ново-Николаевки.
В 1926 году братья Сахаровы построили на реке Шегарке мельницу и образовали на кооперативных началах мельничную артель, просуществовавшую три года (старший из братьев — Парамон был впоследствии за использование наёмного труда на мельнице раскулачен). В 1929 году пайщиками мельартели числились 14 хозяйств Володина.
В 1930 году был организован колхоз (сельскохозяйственная артель) «Искра». А затем, было открыто отделение Рыболовской машинно-тракторной станции. Было в деревне и своё кирпичное производство.
Примечательно, что в 1932 году значительная часть жителей деревни собралась переезжать на постоянное место жительство в Крым, но из-за случившейся там эпидемии тифа массового переселения не произошло, а немногие уже уехавшие — вернулись.
С началом войны большинство мужчин Володина ушли на фронт, многие навсегда. Несмотря на это, население деревни росло, в основном, за счёт ссыльных из жителей прибалтийских республик и этнических немцев.

## Население
| 1926  | 2002  | 2010  | 2012  | 2013  | 2014  | 2015  |
| ----- | ----- | ----- | ----- | ----- | ----- | ----- |
| 581   | ↗1361 | ↘1185 | ↘1152 | ↗1160 | ↗1167 | ↘1146 |
| 2021  |       |       |       |       |       |       |
| ↘1121 |       |       |       |       |       |       |